# Scoparia resinodes
Scoparia resinodes là một loài bướm đêm trong họ Crambidae.